# Мајло (Мисури)
Мајло (енгл. Milo) град је у америчкој савезној држави Мисури.

## Демографија
По попису из 2010. године број становника је 90, што је 6 (7,1%) становника више него 2000. године.
| Група             | 2000.      | 2010.      |
| Белци             | 82 (97,6%) | 86 (95,6%) |
| Афроамериканци    | 0 (0,0%)   | 0 (0,0%)   |
| Азијати           | 0 (0,0%)   | 0 (0,0%)   |
| Хиспаноамериканци | 1 (1,2%)   | 1 (1,1%)   |
| Укупно            | 84         | 90         |